# Oleksandra Kašuba
Oleksandra Oleksandrivna Kašuba (in ucraino Олександра Олександрівна Кашуба?; Donec'k, 6 giugno 1996) è una nuotatrice artistica ucraina.

## Palmarès
- Mondiali di nuoto

Budapest 2017: argento nel libero combinato, bronzo nella gara a squadre (programma libero).
- Europei di nuoto

Berlino 2014: oro nel libero combinato, argento nella gara a squadre.
Londra 2016: oro nella gara a squadre (programma libero), argento nel libero combinato.
Glasgow 2018: oro nel libero combinato, argento nella gara a squadre (programma tecnico e libero).
- Mondiali giovanili

Volo 2012: argento nel libero combinato, bronzo nella gara a squadre.
- Europei giovanili

Poznań 2013: argento nella gara a squadre e nel libero combinato.